# بخش ماد ریور (شهرستان شامپاین، اوهایو)
بخش ماد ریور (به انگلیسی: Mad River Township) یک منطقهٔ مسکونی در ایالات متحده آمریکا است که در شهرستان شمپین، اوهایو واقع شده‌است.
 بخش ماد ریور ۱۱۰٫۷ کیلومتر مربع مساحت و ۲٬۸۲۱ نفر جمعیت دارد و ۳۴۳ متر بالاتر از سطح دریا واقع شده‌است.